# Pan Africanist Congress
Der Pan Africanist Congress (PAC) (später der Pan Africanist Congress of Azania) war eine südafrikanische Befreiungsbewegung und ist heute eine unbedeutende politische Partei. 

## Geschichte

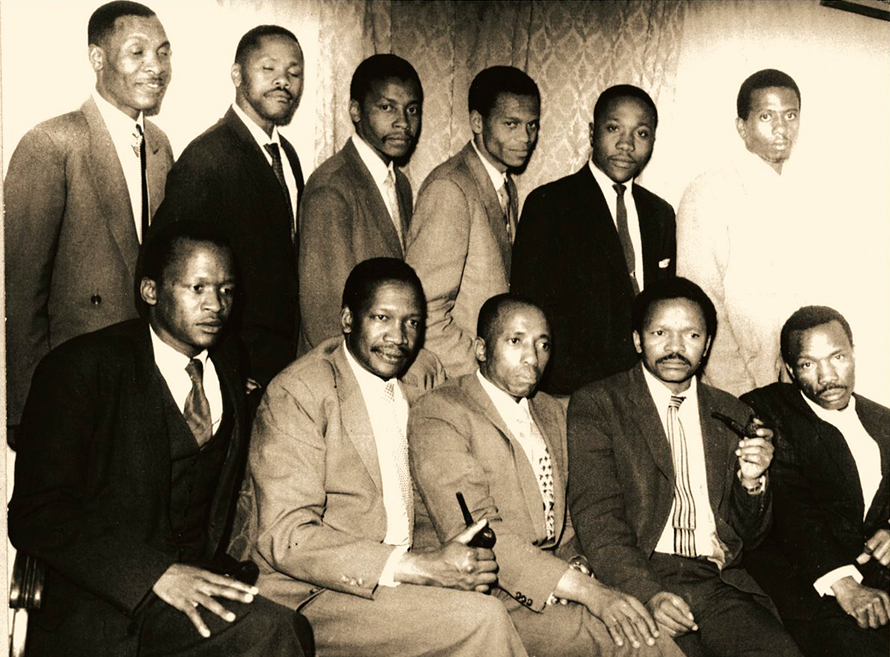
Robert Sobukwe (erste Reihe, zweiter von links), mit anderen Gründungsmitgliedern des PAC

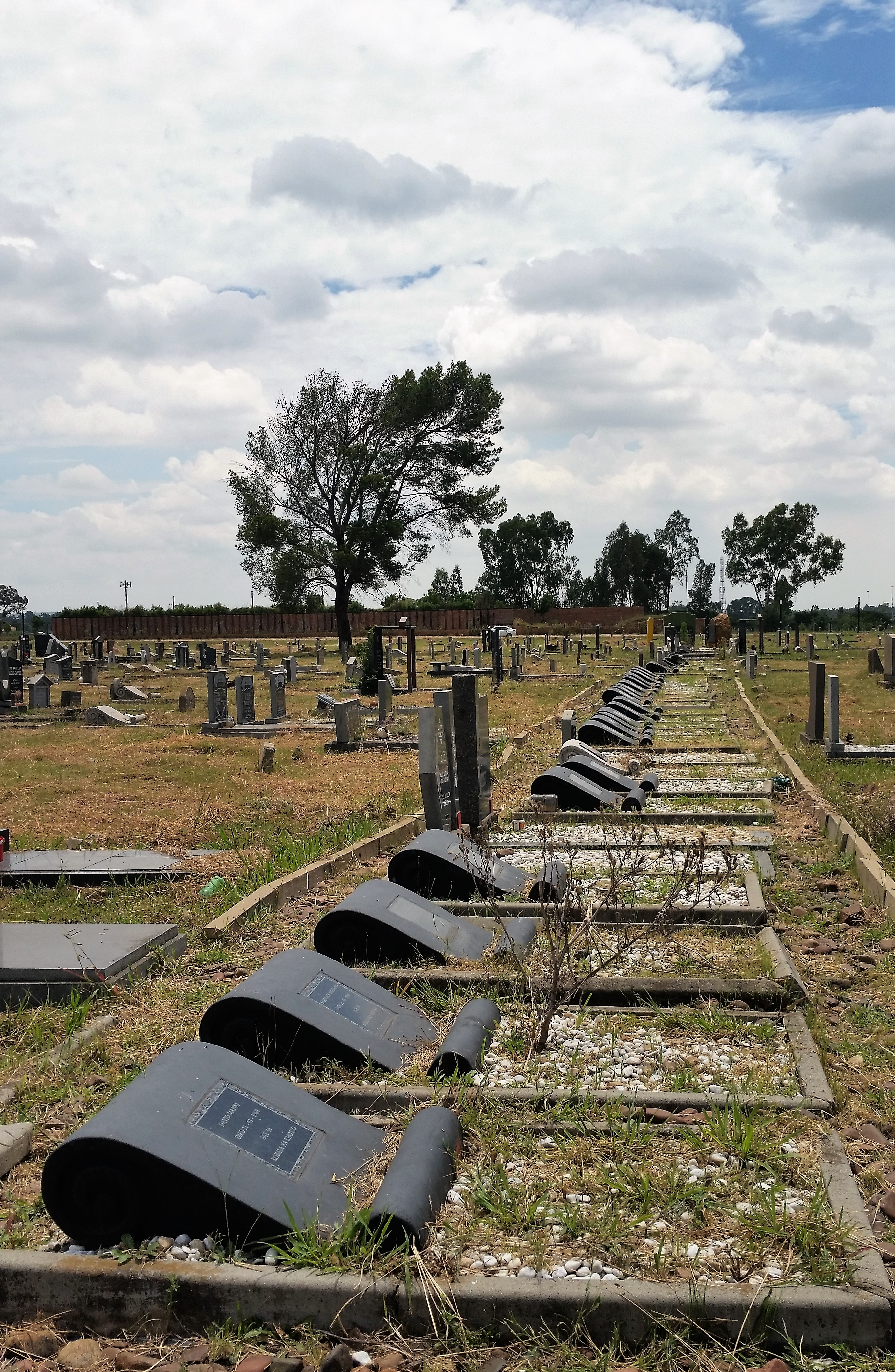
Die Gräberreihe der 69 Menschen, die am 21. März 1960 bei einem Anti-Pass-Protest bei der Sharpeville Police Station von der Polizei getötet wurden.

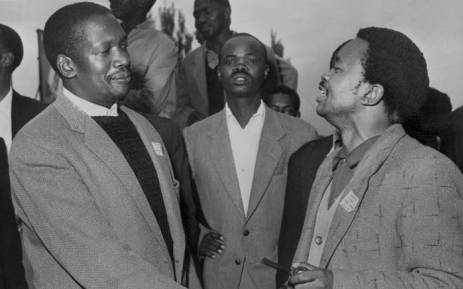
Robert Sobukwe (links) und Potlako Leballo

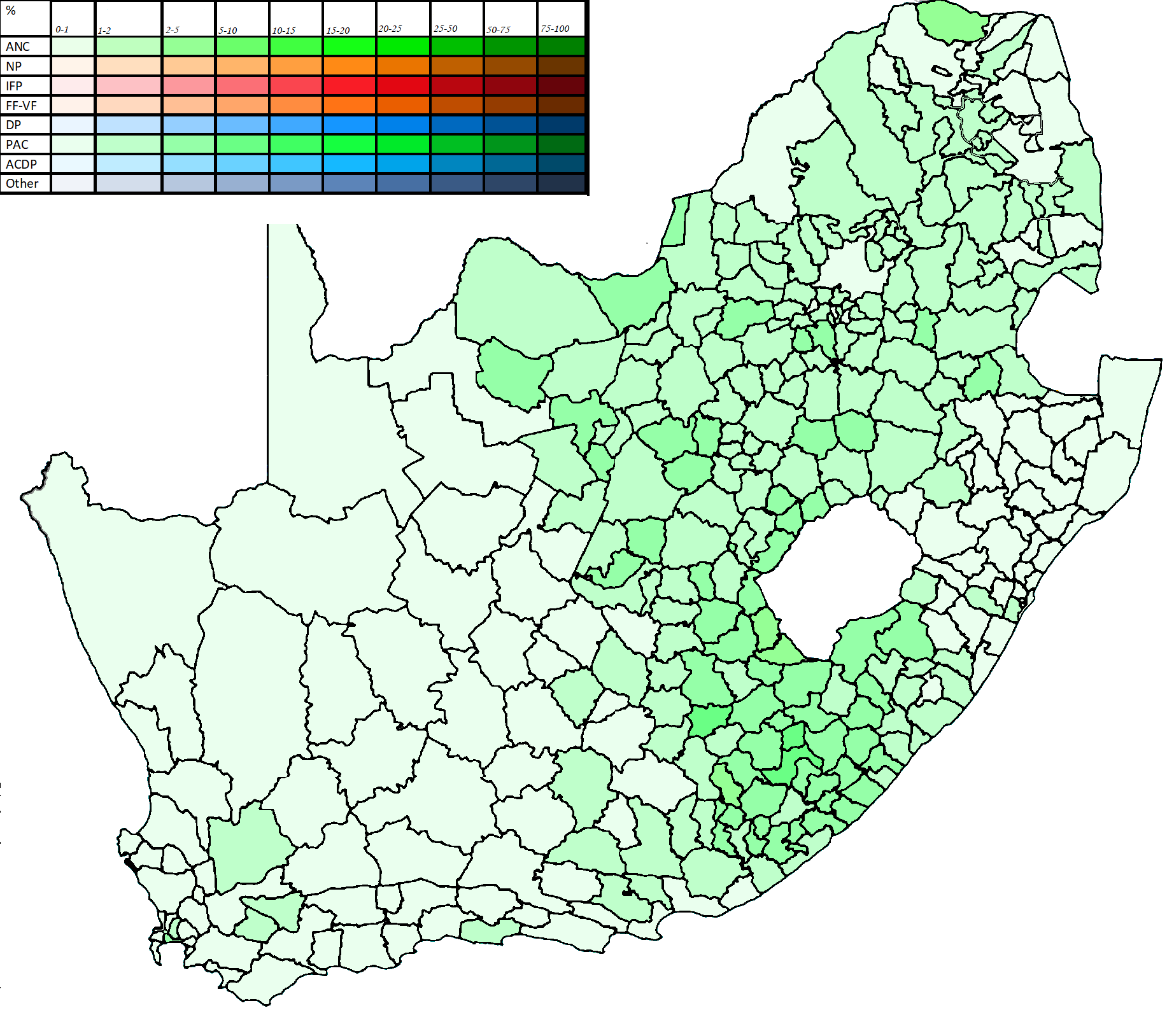
Wahlergebnisse des PAC bei den Wahlen 1994

Der PAC wurde 1959 als Abspaltung des African National Congress (ANC) von einigen ehemaligen Mitgliedern gegründet, die mit der meist friedlichen und auf die Einbeziehung aller Bevölkerungsgruppen abzielenden Politik des ANC nicht mehr einverstanden waren und eine radikalere Organisation mit nur schwarzen Mitgliedern anstrebten. Darunter waren Robert Sobukwe und Potlako Leballo. Die Gründung war dabei teilweise eine Reaktion auf die Verabschiedung der Freiheitscharta durch den ANC und andere Organisationen vier Jahre zuvor. Auf der Gründungskonferenz im April 1959 in Johannesburg wurde Sobukwe zum ersten Vorsitzenden der Organisation gewählt.
Der Name „Azania“ wird außer vom PAC auch von vielen schwarzsüdafrikanischen politischen Aktivisten benutzt und ist eine andere Bezeichnung für Südafrika. Eine unter mehreren etymologischen Deutungen ist die Ableitung aus dem arabischen Adzan („Ostafrika“). 
Der ANC entschied, am 31. März 1960 eine Kampagne gegen die Passgesetze zu starten, nach denen schwarze Südafrikaner außerhalb der Homelands ein Personaldokument tragen mussten. Der PAC entschied, dem ANC zuvorzukommen und eine eigene Kampagne zu organisieren. Die Kampagne des PAC startete zehn Tage vor der des ANC am 21. März. Robert Sobukwe drängte die Bevölkerung, ihre „Pässe“ zu Hause zu lassen, friedlich zu demonstrieren und keinen Widerstand gegen Festnahmen der Polizei zu leisten. Der Protest endete in einer Tragödie, als Polizisten eine Demonstration mit 10.000 Teilnehmern in Sharpeville blutig beendeten. Dabei wurden 69 Menschen getötet und über 200 verletzt.
Die Empörung der Schwarzen war landesweit so groß, dass es zu Streiks und Unruhen kam. Die Regierung der Nasionale Party erklärte daraufhin den Notstand und verbot auf der Grundlage des Unlawful Organizations Act (Act No. 34 / 1960) am 8. April 1960 sowohl den PAC als auch den ANC.
Robert Sobukwe wurde festgenommen und erst 1969 wieder freigelassen. Viele Mitglieder flohen ins Exil, etwa nach Tansania. Als bewaffnete Untergrundsbewegung wurde Poqo (isiXhosa; deutsch „rein, allein“) gegründet, die in den 1960er Jahren für mehrere bewaffnete Überfälle auf Polizisten und vermeintliche Handlanger des Apartheidregimes verantwortlich war. Später nannte sich die Bewegung Azanian People’s Liberation Army (kurz APLA, deutsch etwa: „Befreiungsarmee des azanischen Volkes“). Der Journalist David Sibeko wurde 1975 „permanenter Beobachter“ des PAC bei den Vereinten Nationen und warb dort für den Kampf gegen die Apartheid. Als Sobukwe 1978 starb, hinterließ er im PAC ein Machtvakuum, das nicht wieder aufgefüllt werden konnte. Vorsitzender im tansanischen Exil war ab 1978 Potlako Leballo, der ein Jahr später gestürzt wurde, unter anderem von Sibeko. Als Folge der ausbrechenden Machtkämpfe, bei denen Sibeko ums Leben kam, wurden die PAC-Aktivisten aus Tansania vertrieben.
Am 2. Februar 1990 wurden ANC und PAC von Staatspräsident Frederik Willem de Klerk wieder als politische Organisationen zugelassen, darüber hinaus erfolgte die Freilassung der politischen Gefangenen. In der Partei kam es jedoch weiterhin zu internen Machtkämpfen. Bei den Wahlen 1994 erhielt sie nur 1,25 % der Stimmen und fünf der 400 Mandate, bei den Wahlen fünf Jahre später noch weniger. Nach einem weiteren gescheiterten Parteitag im Jahr 2003 verließ Patricia de Lille, eines der populärsten Mitglieder, den PAC, um ihre eigene Partei, die Independent Democrats, zu gründen. Bei den Wahlen 2014 erhielt der PAC nur noch 0,21 % der Stimmen, behielt aber sein einziges Mandat in der Nationalversammlung. Auch bei den Wahlen in Südafrika 2019 konnte der PAC mit nunmehr 0,19 % der Stimmen seinen Sitz verteidigen.
Bei den Wahlen von 2024 erzielte die Partei ein Abgeordnetenmandat. Die Einladung zur Bildung einer „Regierung der Nationalen Einheit“ wurde akzeptiert. Generalsekretär Apa Pooe sicherte die Unterstützung des PAC bei der Regierungsbildung zu.
Die Zentrale der Partei befindet sich im Johannesburger Stadtteil Marshalltown.